# Cândido Firmino de Mello-Leitão
Cândido Firmino de Mello-Leitão, född 17 juli 1886 i Campina Grande, död 14 december 1948 i Rio de Janeiro, var en brasiliansk zoolog som anses vara araknologins grundare i Sydamerika. Han skrev 198 publikationer om spindeldjurs taxonomi.
Auktorsnamnet Mello-Leitão kan användas för Cândido Firmino de Mello-Leitão i samband med ett vetenskapligt namn inom zoologin; se Wikipedia-artiklar som länkar till auktorsnamnet.